# گلاس‌وگاس
گلاس‌وگاس (انگلیسی: Glasvegas) گروه ایندی راک برخاسته از گلاسگو اسکاتلند است.